# Francesco Zunini
Francesco Zunini (Albisola Superiore, 6 gennaio 1786 – Savona, 14 febbraio 1859) è stato un politico italiano.

## Biografia
Medico chirurgo, fu deputato del Regno di Sardegna nella I e nella IV legislatura, eletto nel collegio di Savona. Fu inoltre sindaco di Savona nel triennio 1847-1849.